# Immenstedt (Frise-du-Nord)
Pour les articles homonymes, voir Immenstedt.
Immenstedt est une commune allemande de l'arrondissement de Frise-du-Nord, Land de Schleswig-Holstein.

## Géographie
Immenstedt se situe sur l'Arlau et la Bundesstraße 200.
|           | Viöl       | Behrendorf      |
| Olderup   | Immenstedt | Ahrenviöl       |
| Schwesing |            | Wester-Ohrstedt |

## Histoire
Immenstedt est mentionné pour la première fois au XIIIe siècle.